# Francesco Maria Torrigio
Francesco Maria Torrigio (v. 1580-1649) est un érudit italien.

## Biographie
Né à Rome vers l'année 1580, Francesco Maria Torrigio vécut sous le pontificat d'Urbain VIII. Nommé chanoine de Saint-Nicolas, il mit à profit ses loisirs pour composer un grand nombre d’ouvrages. Leone Allacci (Apes Urbanæ) en mentionne dix-neuf. Ce sont en général des Mémoires sur la fondation des églises, le martyre des Saints, le culte des images, etc. Ses publications s’arrêtent à l’année 1649, qui fut probablement la dernière de sa vie.

## Œuvres
Ses principaux écrits sont :
- Notæ ad vetustissimam Ursi Togati ludi pilæ vitreæ inventoris inscriptionem, Rome, 1630, in-4°. C’est l’explication d’un marbre, fouillé à Rome, en 1591, et dans lequel il est question d’un certain Ursus Togatus, supposé l’inventeur d’une boule de verre (pila vitrea), avec laquelle il joua, la première fois, dans les thermes de Trajan.
- Vita del cardinal Roberto de’ Nobili, ibid., 1632, in-4° ; réimprimée et augmentée par Giulio Bartolocci, ibid., 1675, in-4°. C’est la Notice d’un jeune homme créé cardinal à treize ans, et mort à dix-neuf. Il était le petit-neveu du pape Jules III.
- Le sacre grotte vaticane, cioè narrazione delle cose più notabili che sono sotto il pavimento di San Pietro, ibid., 1639, in-8°. L’auteur a profité des travaux de Giacomo Grimaldi et de Tiberio Alfarano. L’abbé Dionigi a donné un recueil plus complet de ces mêmes monuments, dans un ouvrage intitulé : Sacrarum Vaticanæ basilicæ cryptarum monumenta, ibid., 1773, in-fol., fig.
- De eminentiss. Cardinalibus scriptoribus, ibid., 1641, in-4°.